# 山崎朋子 (作詞・作曲家)
山崎 朋子（やまざき ともこ）は、日本の作詞作曲家、教員。千葉県出身。国立音楽大学卒業後、作曲家として活躍をし、小・中学生の合唱曲を中心に毎年多数の作品を発表する。作品は教科書や歌集にも多数掲載され心打つ歌詞とメロディを乗せた作品が全国各地で歌われている。また、合唱指導者としても活躍しており、全国各地のセミナーや講習会などで合唱指導を行っている。
代表作品は『大切なもの』『あなたに会えて』などがある。

## 経歴
国立音楽大学で作曲、指揮、ピアノ、合唱を学び、作曲を中島良史、石井歓、石井亨に師事。大学卒業後、町田市立鶴川第二中学校、調布市立神代中、第七中を経て、第五中学校音楽科指導教諭として2023年3月まで勤務した。
現在は、作曲家、国立音楽大学付属中学校/高等学校にて講師として合唱を指導。

## 作品
- 大切なもの
- 変わらないもの
- 絆
- あなたに会えて...
- 道
- 空高く
- 翼を広げて
- 明日の空へ
- 友達でいようね
- 手のひらをかざして
- Together
- 桜散る頃〜僕たちの Last Song〜
- 君に伝えたい
- 愛のうた
- 夢のかなう場所へ
- 希望という名の花を
- 今日を生きている
- 夢を抱いて
- 小さいおくりもの
- 心の中に
- 旅立つ君へ
- きらめく瞬間
- 春風の中で
- まるい地球
- 虹を渡って
- 願い
- あさがお
- 光の射す方へ
- 桜色
- つながる空
- 空を見上げて
- 風が吹く丘に
- 今も僕は
- 種
- 未来へ
- 空は今
- きらきら
- ひらり、

## 編曲作品
- 朝靄
- Love, Dream ＆ Happiness